# Chốt kiểm soát miễn dịch
Các chốt kiểm soát miễn dịch hay điểm kiểm tra miễn dịch là các chất điều chỉnh (regulators) của hệ miễn dịch. Những con đường này rất quan trọng để tự dung nạp (self-tolerance) hay dung nạp miễn dịch (immunological tolerance), ngăn cản hệ miễn dịch tấn công các tế bào bừa bãi.
Các phân tử của điểm kiểm soát ức chế (inhibitory checkpoint molecules) là mục tiêu của liệu pháp điều trị miễn dịch ung thư (cancer immunotherapy) do công dụng tiềm năng (potential for use) của chúng trong nhiều loại ung thư. Các chất ức chế chốt kiểm soát hiện đang được chấp thuận chặn CTLA4 và PD-1 và PD-L1. Đối với những khám phá khoa học cơ bản liên quan, James P. Allison và Tasuku Honjo đã giành được Giải thưởng Tang trong Khoa học Sinh dược học và giải Nobel Sinh lý và Y học vào năm 2018.

## Các phân tử điểm kiểm soát kích thích
Bốn phân tử điểm kiểm tra kích thích là thành viên của phân tử thụ thể yếu tố hoại tử khối u (TNF) - CD27, CD40, OX40, GITR và CD137. Hai phân tử kiểm tra kích thích khác thuộc họ B7-CD28 - CD28 và ICOS.
- CD27 - CD27 - Phân tử này hỗ trợ sự mở rộng kháng nguyên đặc hiệu của các tế bào T trinh tiết và rất quan trọng cho việc tạo ra bộ nhớ tế bào T. .[3] CD27 cũng là một điểm đánh dấu bộ nhớ của các tế bào B.[4]  Hoạt động của CD27 được điều chỉnh bởi sự sẵn có thoáng qua của phối tử của nó, CD70, trên tế bào lympho và tế bào đuôi gai.[5] Giá trị CD27 được biết là ức chế chức năng tế bào hiệu ứng Th17.[6]  Công ty công nghệ sinh học Mỹ Celldex Therapeutics đang nghiên cứu về CDX-1127, một kháng thể đơn dòng kháng CD27  [7]   mà trong các mô hình động vật đã được chứng minh là có hiệu quả trong bối cảnh kích thích thụ thể tế bào T.[8]
- CD28 - Phân tử này được biểu hiện một cách gần như trên tất cả các tế bào T CD4 + ở người và trên một nửa của tất cả các tế bào T CD8. Ràng buộc với hai phối tử của nó là CD80 và CD86, được biểu thị trên các tế bào đuôi gai, nhắc nhở sự mở rộng tế bào T. CD28 là mục tiêu của siêu nhân TGN1412 'gây ra phản ứng viêm nghiêm trọng trong nghiên cứu đầu tiên ở Luân Đôn vào tháng 3 năm 2006.[9]

- CD40 - Phân tử này, được tìm thấy trên một loạt các tế bào hệ thống miễn dịch bao gồm tế bào trình diện kháng nguyên có CD40L, còn được gọi là CD154 và biểu hiện thoáng qua trên bề mặt tế bào T CD4 hoạt hóa, như phối tử của nó. Tín hiệu CD40 được gọi là các tế bào đuôi kép 'cấp phép' để trưởng thành và do đó kích hoạt sự kích hoạt và phân biệt tế bào T.[10] Một công ty công nghệ sinh học tại Seattle hiện nay không còn tồn tại được gọi là VLST đã cấp phép một kháng thể đơn dòng chống CD40 chống CD40 từ Pfizer vào năm 2012. Công ty dược phẩm Thụy Sĩ Roche đã mua dự án này khi VLST là đóng cửa vào năm 2013.[11]

- CD122 - Phân tử này, là đơn vị thụ thể Interleukin-2 receptor beta, được biết là tăng sự gia tăng của tế bào T CD8 + effector T.[12] Công ty công nghệ sinh học Mỹ Nektar Therapeutics đang nghiên cứu NKTR-214, một cytokine kích thích miễn dịch CD122[13] Kết quả giai đoạn I được công bố vào tháng 11 năm 2016.[14]

- CD137 -Khi phân tử này, còn được gọi là 4-1BB, bị ràng buộc bởi phối tử CD137, kết quả là sự tăng sinh tế bào T. Tín hiệu trung gian CD137 cũng được biết là bảo vệ các tế bào T, và đặc biệt là các tế bào T CD8 từ tế bào chết do kích hoạt.[15] Công ty công nghệ sinh học Pieris của Đức đã phát triển một lipocalin được thiết kế riêng biệt cho CD137 và HER2.[16]

- OX40 - Phân tử này, còn được gọi là CD134, có OX40L, hoặc CD252, là phối tử của nó. Giống như CD27, OX40 thúc đẩy việc mở rộng các tế bào T và bộ nhớ T, tuy nhiên nó cũng được ghi nhận về khả năng ức chế sự khác biệt và hoạt động của các tế bào T-quy định, và cũng cho việc điều chỉnh sản xuất cytokine.[17] Giá trị của OX40 như là một mục tiêu ma túy chủ yếu nằm trong thực tế là, được biểu hiện thoáng qua sau khi tham gia thụ thể tế bào T, nó chỉ được điều chỉnh trên các tế bào T kháng nguyên mới nhất trong các tổn thương viêm.[18] Kháng thể đơn dòng kháng OX40 đã được chứng minh là có tiện ích lâm sàng trong ung thư tiến triển.[19] Công ty dược AstraZeneca có ba loại thuốc trong việc phát triển nhắm mục tiêu OX40: MEDI0562 là một chất chủ vận OX40 nhân bản; MEDI6469, chất kích thích chủ vận của OX4; và MEDI6383, chất chủ vận OX40[20]

- GITR - viết tắt của họ gen TNFR Glucocorticoid-Induced Gen liên quan, nhắc nhở sự mở rộng tế bào T, bao gồm sự mở rộng Treg.[21] Các phối tử cho GITR chủ yếu thể hiện trên tế bào trình diện kháng nguyên.[22] Kháng thể với GITR đã được chứng minh là thúc đẩy phản ứng chống khối u thông qua sự mất ổn định dòng Treg.[23] Công ty công nghệ sinh học TG Therapeutics đang nghiên cứu kháng thể kháng GITR[24]

- ICOS - Phân tử này, viết tắt của chất xúc tác tế bào T cảm ứng, và còn được gọi là CD278, được biểu hiện trên các tế bào T hoạt hóa. Phối tử của nó là ICOSL, thể hiện chủ yếu trên các tế bào B và các tế bào đuôi gai. Phân tử có vẻ quan trọng trong chức năng tác nhân tế bào T.[25] Công ty công nghệ sinh học Mỹ Jounce Therapeutics đang phát triển một chất chủ vận ICOS.

## Các phân tử điểm kiểm soát ức chế

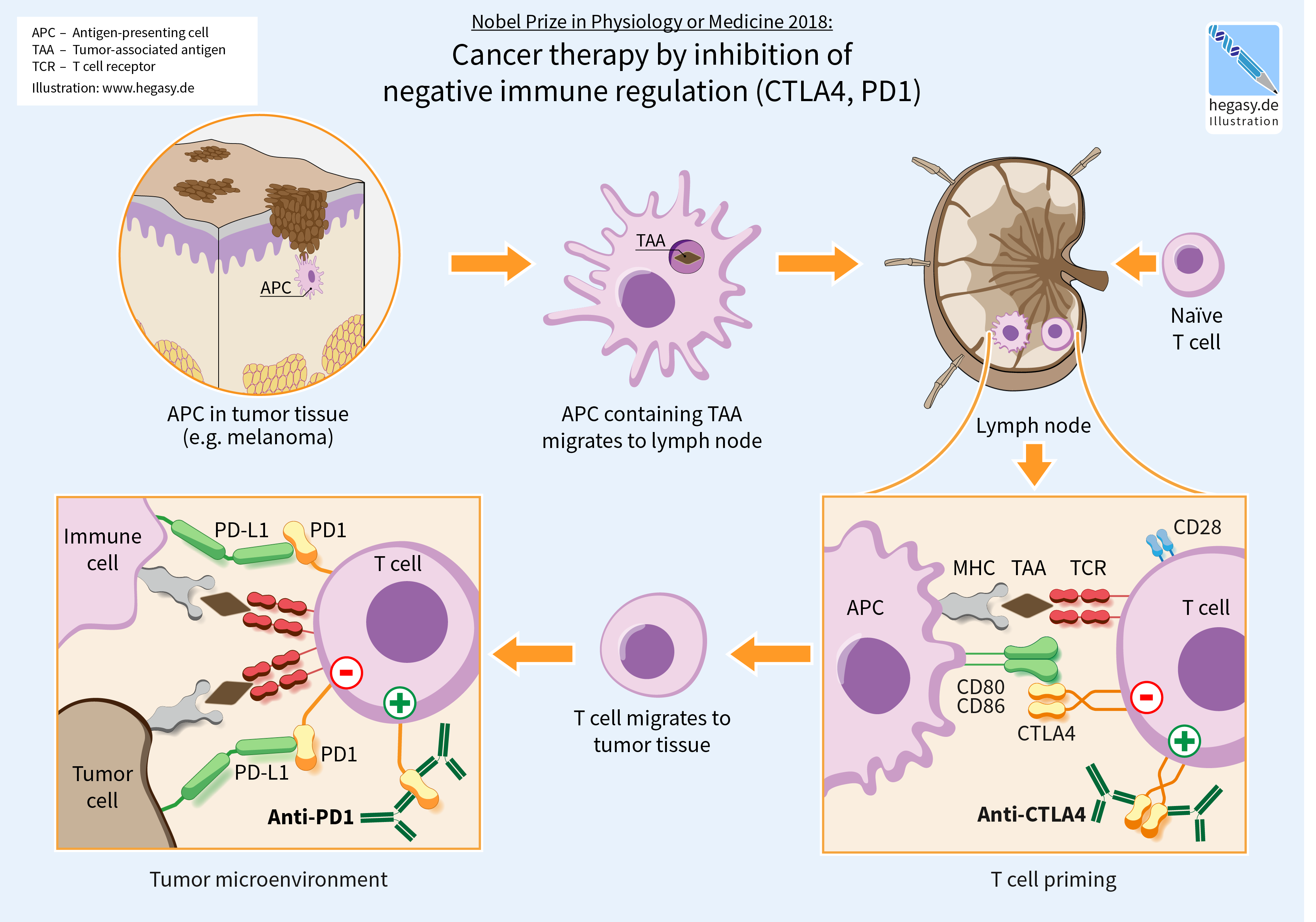
Điều trị ung thư bằng cách ức chế miễn dịch tiêu cực (CTLA4, PD1)

- A2AR - Các thụ thể Adenosine A2A được coi là một điểm kiểm soát quan trọng trong điều trị ung thư vì adenosine trong môi trường miễn dịch, dẫn đến sự hoạt hóa của thụ thể A2a, là vòng phản hồi miễn dịch âm và vi môi trường khối u có nồng độ adenosine tương đối cao.[26]

- B7-H3 - còn được gọi là CD276, ban đầu được hiểu là một phân tử đồng kích thích [27] nhưng bây giờ được coi là đồng ức chế.[28] Công ty công nghệ sinh học Mỹ MacroGenics đang nghiên cứu MGA271 là một kháng thể đơn dòng được tối ưu hóa Fc nhắm vào B7-H3.[29] Các thụ thể B7-H3 vẫn chưa được xác định.[30]

- B7-H4 - còn được gọi là VTCN1, được biểu hiện bằng các tế bào khối u và đại thực bào liên quan đến khối u và đóng một vai trò trong việc thoát khỏi khối u.[31]

- BTLA - Phân tử này, viết tắt của bộ suy giảm bạch cầu B và T và còn được gọi là CD272, có HVEM (Herpesvirus Entry Mediator) làm phối tử của nó. Biểu hiện bề mặt của BTLA dần dần được điều chỉnh trong quá trình phân hóa tế bào T CD8 + từ người trinh tiết sang kiểu tế bào hiệu ứng, tuy nhiên tế bào T CD8 + T đặc hiệu của khối u biểu hiện mức độ cao của BTLA.[32]

- CTLA-4 viết tắt của Cytotoxic T-Lymphocyte-Associated protein 4 và còn được gọi là CD152, là mục tiêu của thuốc phiện melanoma Bristol-Myers Squibb, được FDA chấp thuận vào tháng 3 năm 2011. Biểu hiện của CTLA-4 trên tế bào Treg phục vụ để kiểm soát Sự tăng sinh tế bào T.[33][34]

- IDO - viết tắt của Indoleamine 2,3-dioxygenase, là một enzyme chuyển hóa tryptophan với các đặc tính ức chế miễn dịch. Một phân tử quan trọng khác là TDO, tryptophan 2,3-dioxygenase. IDO được biết là ức chế tế bào T và NK, tạo ra và kích hoạt các tế bào ức chế có nguồn gốc từ Treel và myeloid, và thúc đẩy sự hình thành mạch máu.[34][35]  Các công ty công nghệ sinh học Mỹ Newlink Genetics [36] và Incyte[37] đang nghiên cứu các chất ức chế đường dẫn IDO.

- KIR - viết tắt của Thụ thể thụ thể Immunoglobulin dạng tế bào Killer, là một thụ thể cho các phân tử MHC Class I trên các tế bào Natural Killer. Bristol-Myers Squibb đang nghiên cứu Lirilumab, một kháng thể đơn dòng cho KIR.
- LAG3 - viết tắt của Lymphocyte Activation Gene-3, hoạt động để ngăn chặn phản ứng miễn dịch bằng cách tác động đến Tregs [38] cũng như tác dụng trực tiếp lên tế bào T CD8.[38] as well as direct effects on CD8+ T cells.[34][39] Bristol-Myers Squibb đang  trong giai đoạn I với kháng thể đơn dòng chống LAG3 gọi là BMS-986016. [[40]

- PD-1 - viết tắt của receptor Death Program 1 (PD-1), có hai ligand, PD-L1 và PD-L2. Điểm kiểm tra này là mục tiêu của thuốc phiện melanoma của Merck & Co, Keytruda, được FDA chấp thuận vào tháng 9 năm 2014. Lợi thế của việc nhắm mục tiêu PD-1 là nó có thể phục hồi chức năng miễn dịch trong môi trường vi mô.[34][41]

- TIM-3- viết tắt của T-cell Immunoglobulin domain và Mucin domain 3, thể hiện trên các tế bào T CD4 + hoạt hóa của người và điều chỉnh các cytokine Th1 và Th17.[42] TIM-3 hoạt động như một bộ điều chỉnh âm của chức năng Th1 / Tc1 bằng cách kích hoạt sự chết tế bào khi tương tác với phối tử của nó, galectin-9.[34][43]

- VISTA (protein)  - Viết tắt của ức chế Ig của tế bào T, VISTA chủ yếu biểu hiện trên các tế bào tạo máu [44] sao cho biểu hiện nhất quán của VISTA trên bạch cầu trong khối u có thể cho phép VISTA phong tỏa hiệu quả trên một phạm vi rộng khối u.[44] để biểu hiện nhất quán của VISTA trên bạch cầu trong các khối u có thể cho phép sự phong tỏa VISTA có hiệu quả trên một loạt các khối u rắn.[34][45]

## Các chất ức chế chốt kiểm soát miễn dịch
Thuốc hoặc các thuốc ứng cử viên có thể ức chế (inhibit) hoặc chặn (block) các phân tử điểm kiểm soát ức chế đôi khi được gọi là chất ức chế chốt kiểm soát (checkpoint inhibitors); ý tưởng này thường được gọi là sự phong tỏa (blockade) chốt kiểm soát miễn dịch. Các thuốc ức chế chốt kiểm soát đã chứng kiến sự tăng trưởng trong nghiên cứu dược phẩm trong việc điều trị ung thư bởi các công ty gồm Bristol-Myers Squibb, Merck, Roche and AstraZeneca.